# Nestinus
Nestinus là một chi bọ cánh cứng trong họ Chrysomelidae.
Chi này được miêu tả khoa học năm 1865 bởi Clark.

## Các loài
Các loài trong chi này gồm:
- Nestinus auriquadrum Jacoby, 1886
- Nestinus bimaculatus Clark, 1886
- Nestinus brevicollis (Blake, 1941)
- Nestinus flavomarginatus Jacoby, 1879
- Nestinus incertus Clark, 1865
- Nestinus longicornis Jacoby, 1892
- Nestinus modesta (Jacoby, 1886)
- Nestinus regalis Clark, 1865
- Nestinus viridis (Jacoby, 1879)